# María Gabriela Isler
María Gabriela Isler est un mannequin Suisso-vénézuélienne, née à Valencia le 21 mars 1988. Elle est couronnée Miss Guárico puis Miss Venezuela en 2012. Elle a remporté Miss Univers 2013, le 9 novembre de la même année à Moscou en Russie. 
Elle est également connue au Venezuela pour être une présentatrice de télévision. Le 8 février 2018 elle devient la nouvelle directrice du concours Miss Venezuela, après le retrait forcé de Osmel Sousa.

## Miss Venezuela 2012
María Gabriela Isler mesure 1,78 mètre et est élue Miss Guárico, Miss Élégance puis Miss Venezuela en 2012. Lors de cette dernière, sa première dauphine est Miss Aragua, Elián Herrera (Miss International Venezuela) et sa deuxième dauphine est Miss Falcón, Alyz Henrich devenu officiellement Miss Terre 2013.

## Miss Univers 2013
María Gabriela Isler passa toutes les étapes de Miss Univers 2013.
Elle a été couronnée par l'Américaine Olivia Culpo (Miss Univers 2012) et est devenue ainsi Miss Univers 2013, le 9 novembre de la même année à Moscou en Russie.
Elle fut la 7ème Miss Venezuela à être couronnée Miss Univers.